# Cuando amanece el día
Cuando amanece el día es el decimotercer álbum de estudio del cantautor chileno Ángel Parra como solista, lanzado originalmente en 1972.
Julio Villalobos, miembro de  Blops , colabora con guitarra en La universidad y con armónica en El ferroviario.

## Lista de canciones
Toda la música compuesta por Ángel Parra, salvo que se indique lo contrario. 
| Cuando amanece el día |                                        |                      |          |  |
| N.º                   | Título                                 | Música               | Duración |  |
| 1.                    | «Cuando amanece el día»                |                      |          |  |
| 2.                    | «Abril»                                |                      |          |  |
| 3.                    | «Galapaguito» (o «Nana de Sevilla»)    | tradicional española |          |  |
| 4.                    | «La universidad»                       |                      |          |  |
| 5.                    | «Me gustas»                            |                      |          |  |
| 6.                    | «Quisiera ser la muralla»              |                      |          |  |
| 7.                    | «Las B.R.P.»                           |                      |          |  |
| 8.                    | «No te alejes»                         |                      |          |  |
| 9.                    | «Canción del obrero muerto en Córdoba» |                      |          |  |
| 10.                   | «El ferroviario»                       |                      |          |  |
| 11.                   | «Canción de cuna»                      | Alejandro Reyes      |          |  |